# Neosilba parva
Neosilba parva är en tvåvingeart som först beskrevs av Willi Hennig 1948.  Neosilba parva ingår i släktet Neosilba och familjen stjärtflugor. Inga underarter finns listade i Catalogue of Life.